# Андреніди
Андреніди (Andrenidae) — родина бджіл підряду стебельчасточеревні.

## Опис
Тіло зазвичай чорне, густо опушене, іноді строкато забарвлене. Довжина близько 7-15 мм (Oxaeinae до 26 мм). Для цих бджіл характерний короткий, порівняно з медоносною бджолою і бджолами-антофоридами, хоботок і збірний апарат з довгих волосків на стегнах і гомілках задніх ніг.

## Спосіб життя
Гніздяться в землі, в нірках, іноді великими колоніями. Багато видів андрен є олігофагами, тобто живляться лише на невеликому колі рослин. У колоніях андрен можна зустріти безліч паразитичних комах: мухи-жужжали (Bombyliidae), оси-німки (Mutillidae), жуки-наривники (Meloe), наїзники (Gasteruption), дрібні мухи родини Larvaevoridae, оси-блестянки (Chrysididae). Зазвичай тут же літають і невеликі бджілки із червоним черевцем, схожі на ос. Якщо подивитися уважніше, можна побачити, що навіть у самок відсутній апарат для збору пилку, незважаючи на те що хоботок їх розвинений аж ніяк не як у ос, а так само як і у короткохоботних бджіл. Це паразитичні осоподібні бджоли роду Sphecodes. Їхні самиці проникають в гнізда андрен і відкладають на зроблений господаркою запас провізії своє яйце. Кожен вид цих бджіл паразитує на одному або небагатьох видах господаря.

## Поширення
Родина поширена у помірних та посушливих районах по всьому світі, крім Австралії.

## Класифікація
Родина містить 2300 видів у 40 родах.
- Підродини Alocandreninae

- Alocandrena Michener, 1986

- Підродини Andreninae

- Ancylandrena Cockerell, 1930
- Andrena Fabricius, 1775
- Euherbstia Friese, 1925
- Megandrena Cockerell, 1927
- Orphana Vachal, 1909

- Підродини Oxaeinae

- Mesoxaea Hurd & Linsley, 1976
- Notoxaea Hurd & Linsley, 1976
- Oxaea Klug, 1807
- Protoxaea Cockerell & Porter, 1899

- Підродини Panurginae

- Триба Calliopsini

- Acamptopoeum Cockerell, 1905
- Arhysosage Brèthes, 1922
- Calliopsis Smith, 1853
- Callonychium Brèthes, 1922
- Litocalliopsis Roig-Alsina & Compagnucci, 2003
- Spinoliella Ashmead, 1899

- Триба Melitturgini

- Borgatomelissa Patiny, 2000
- Flavomeliturgula Patiny, 1999
- Gasparinahla Patiny, 2001
- Melitturga Latreille, 1809
- Meliturgula Friese, 1903
- Mermiglossa Friese, 1912
- Plesiopanurgus Cameron, 1907

- Триба Nolanomelissini

- Nolanomelissa Rozen, 2003

- Триба Panurgini

- Avpanurgus Warncke, 1972
- Camptopoeum Spinola, 1843
- Panurginus Nylander, 1848
- Panurgus Panzer, 1806

- Триба Perditini

- Macrotera Smith, 1853
- Perdita Smith, 1853

- Триба Protandrenini

- Anthemurgus Robertson, 1902
- Anthrenoides Ducke, 1907
- Chaeturginus Lucas de Oliveira & Moure, 1963
- Liphanthus Reed, 1894
- Neffapis Ruz, 1995
- Parapsaenythia Friese, 1908
- Protandrena Cockerell, 1896
- Psaenythia Gerstaecker, 1868
- Pseudopanurgus Cockerell, 1897
- Rhophitulus Ducke, 1907

- Триба Protomeliturgini

- Protomeliturga Ducke, 1912